# 藍光光碟
藍光光碟（缩写：BD）是DVD之後的下一代光碟格式之一，用以儲存高品質的影音以及高容量的資料。

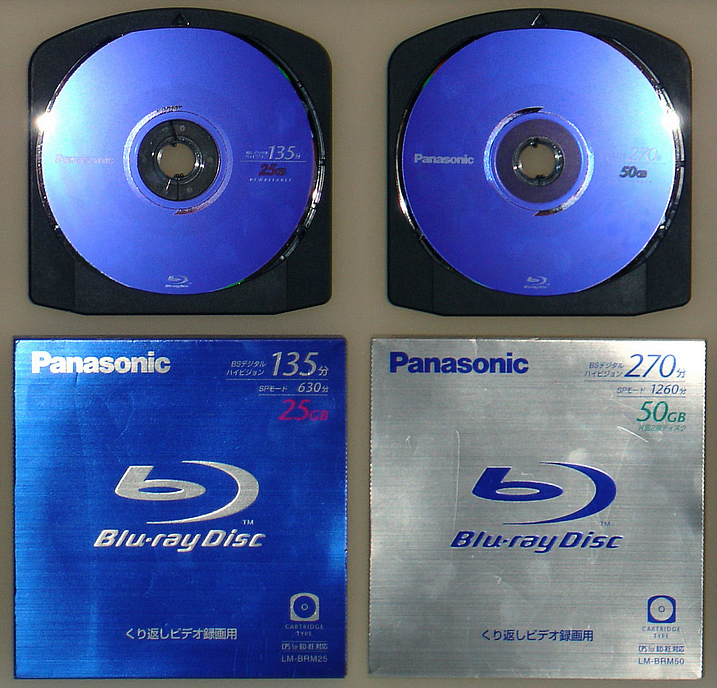
有外殼的單面單層BD-RE（25GB）及有外殼的單面雙層BD-RE（50GB）

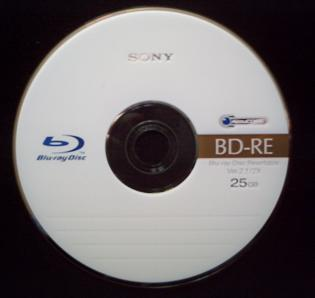
無外殼的單面單層BD-RE（25GB）

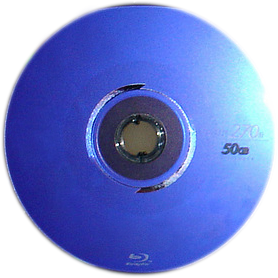
無外殼的單面雙層BD-RE（50GB）

藍光光碟是由索尼及松下電器等企業組成的藍光光碟聯盟（Blu-ray Disc Association）策劃的次世代光碟規格，並以索尼為首於2006年開始全面推動相關產品。
藍光光碟命名是由於其採用波長405纳米的藍色激光光束來進行讀寫操作（DVD採用650纳米波長的紅光讀寫器，CD則是採用780纳米波長的紅外線）。藍光光碟的英文名稱不使用「Blue-ray」的原因，是「Blue-ray Disc」這個詞在歐美地區流於通俗、口語化，並具有說明性意義，不能申請註冊商標，因此藍光光碟聯盟去掉英文字e來完成商標註冊。
2008年2月19日，隨著HD DVD領導者東芝宣佈在3月底結束所有HD DVD相關業務，最終由索尼主導的藍光光碟勝出，持續多年的下一代光碟格式之爭正式劃上句號。
2015年8月5日，藍光光碟聯盟（BDA）宣布將於2015年8月24日起開始定超高清蓝光光碟（Ultra HD Blu-ray）作為改良格式。
值得注意的是藍光碟并未完全取代DVD ，首先觀賞需要較大的電視機，對一般電腦螢幕和睡房的小型電視機，無法發揮其優勢。即使經十幾年實際收入超過後者，但這是因為藍光碟片較高價，和很多新節目不推出或減產DVD，而在統計上還可能把最新的超高清藍光光碟，一拼計算進藍光碟的銷售數字去。
BD另一用途是在很多國家錄影，猶在日本或美國的高清電視節目，即有別於購買的藍光電影的，錄像用的 BDAV格式。
但因制式限制在不適合專用的燒錄式BD錄影機（数字视频录像机）的國家。高清電視廣播的普及反而和購買式的BD競爭，因為較晚使用數碼電視的國家，往往使用外置式硬碟或隨身碟做錄影儲存裝置。
因為藍光碟的銷量開始明顯下降，一些厰家減產或停產藍光碟和播放器。

## 沿革
| 日期           | 事件 |
| -------------- | --- |
| 2002年4月30日  | 「藍光光碟聯盟」的前身「Blu-ray Disc Founders」成立，「藍光光碟」正式發表。 |
| 2004年5月18日  | 「Blu-ray Disc Founders」正式更改名稱為「藍光光碟聯盟」（Blu-ray Disc Association）。 |
| 2004年9月21日  | 索尼電腦娛樂宣佈，次世代遊戲機「PlayStation 3」將會採用藍光光碟為標準格式。 |
| 2006年1月5日   | 藍光光碟聯盟原先準備在國際消費電子展發佈藍光光碟相關產品，後來因為藍光規格問題將發佈日期推遲到同年6月。 |
| 2006年10月14日 | SONY集團推出全球首部配載藍光光碟播放器的筆記型電腦「VAIO A」系列。 |
| 2006年11月11日 | 配備藍光光碟播放器的次世代遊戲機「PlayStation 3」在日本地區開始發售。 |
| 2007年1月10日  | 《日本經濟新聞》報導，藍光光碟在日本地區佔有94.8%的次世代光碟市場，並預料藍光光碟於次世代光碟格式之爭中最終會取得勝利。 |
| 2007年8月20日  | 派拉蒙電影公司由原先同時支持藍光光碟及HD DVD，改為以HD DVD作為派拉蒙唯一認可的高清電影存儲光碟，同時宣佈派拉蒙旗下的夢工廠、夢工場動畫、Nickelodeon Movies以及MTV電影等子公司轉為只支持HD DVD。派拉蒙電影公司高層透過Viacom承認，派拉蒙共收取HD DVD陣營的1億5千萬美金，以提供一年半之HD DVD獨佔權，款項以現金及未來收益分帳支付。 |
| 2007年9月1日   | 藍光光碟聯盟於柏林國際廣播展上宣佈藍光光碟目前已經壓倒性佔有日本90%的次世代光碟市場，在歐洲地區藍光光碟的銷量也一直以3:1的比例領先於HD DVD，在美國也有超過66%的次世代光碟市場被藍光光碟佔據。 |
| 2007年11月29日 | 東亞唱片（集團）推出首張香港紅館Blu-ray影碟《景福Show Mi鄭秀文2007演唱會》。 |
| 2008年1月4日   | 華納兄弟電影公司宣佈脫離HD DVD陣營，並且由2008年6月開始停止發行HD DVD影碟，往後只支持藍光光碟作為影碟格式。華納兄弟的行政總裁Barry Meyer認為，支持藍光光碟獨佔對整個高清市場普及化有利，長久的格式之爭只會令影業在高清市場上錯失良機。                                                                                            |
| 2008年1月5日   | 時代華納附屬的新線影業跟隨華納兄弟的決定，將會停止HD DVD影碟的發行。 |
| 2008年1月8日   | 《金融時報》報導派拉蒙電影公司正考慮行使與HD DVD陣營的獨佔協議中，「如華納兄弟放棄HD DVD陣營，派拉蒙可以跟隨離開」的一項條款，重新返回藍光光碟聯盟。微軟（Microsoft）則表示將來公司採用哪種格式，只會交由消費者的抉擇。 |
| 2008年1月9日   | 時代華納另一附屬公司HBO跟隨華納兄弟的決定，將會停止HD DVD影碟的發行。 |
| 2008年1月28日  | 英國Woolworths Group PLC宣佈，根據2007年聖誕假期的銷售數字，藍光光碟大幅度以九比一的銷售數量領先HD DVD，所以決定全線商店即日開始只出售藍光光碟的影碟。 |
| 2008年2月11日  | 美國大型連鎖零售商Best Buy宣佈，為了避免消費者在選擇次世代光碟格式播放器時感到困惑，決定全線商店即日開始全力支持藍光光碟的播放器、影碟及相關產品，使消費者正確掌握高清娛樂的內容。同日，線上影碟商店Netflix亦作出同樣的決定，往後只支持藍光光碟為唯一認可的次世代光碟格式。                                                       |
| 2008年2月15日  | 美國最大型連鎖零售商沃爾瑪（Wal-Mart）宣佈，全線商店由6月開始只出售藍光光碟的播放器、影碟及相關產品，HD DVD的產品將會逐步撤離貨架。 |
| 2008年2月19日  | 東芝社長西田厚聰宣佈，公司決定停止所有HD DVD播放器及錄製器的開發，同時即時停產電腦及遊戲用HD DVD光碟機，並預定將在3月底結束所有HD DVD相關業務。隨著HD DVD領導者的退出，持續多年的次世代光碟格式之爭正式劃上句號，最終由藍光光碟勝出。                                                                                             |
| 2025年2月      | 索尼停止生產可錄製藍光光碟 |

## 物理格式
一個單層的藍光光碟的容量為25GB，足夠录制一個長達4小時的高質量影片。索尼稱，以6x倍速燒錄單層25GB的藍光光碟只需大約50分鐘。而雙層的藍光光碟容量為50GB，足夠燒錄一個長達8小時的高解析影片。2010年6月制定的BDXL規格，支援100GB和128GB的藍光光碟。
採用波長405nm的藍色激光束進行讀寫，之所以能儲存龐大容量，主要是因為這三種寫入模式：
一、縮小激光點以縮短軌距（0.32μm）增加容量，藍光光碟構成0和1數位資料的訊坑（0.15μm）變的更小，因為讀取訊坑用的藍色激光波長比紅色激光小。
二、利用不同反射率達到多層寫入效果。
三、溝軌並寫方式，增加記錄空間。藍光的高儲存量是從改進激光光源波長與（405 nm）物鏡數值孔径（0.85）而來。

## 軟件格式

### Java軟件支援
在2005年藍光光碟聯盟宣佈藍光光碟會加入對甲骨文公司的Java技術的支援，藍光光碟播放器與藍光光碟可以作出互動功能。

### 區碼
為了保障每個地區的影音產品經銷商與代理商的權益，市面上販售的影視或音樂作品的藍光光碟也有制定類似於DVD-Video上存在的區域碼限制。但DVD區域碼有多達9個區碼，而藍光光碟只有4個區碼。新一代的超高清蓝光光碟更是不設置區域碼。
和DVD一樣，這些被添加了區域碼限制的資訊可以在產品的外包裝及碟片上看到。
| 區碼 | 地區 |
| ---- | --- |
| A/1  | 美洲（格陵蘭和法屬圭亞那除外）、日本、朝鮮半島、台湾、香港、澳門、東南亞、大洋洲（澳大利亞和新西蘭除外）                   |
| B/2  | 歐洲（俄羅斯、白俄羅斯、烏克蘭、立陶宛和摩爾多瓦除外）、格陵蘭、西亞、非洲、澳大利亞、新西蘭、法國海外領地（如法屬圭亞那） |
| C/3  | 俄羅斯、白俄羅斯、烏克蘭、立陶宛、摩爾多瓦、中亞、南亞、中国大陆、蒙古                                                     |
| FREE | 非正式用語，代表「全世界」。光碟同時標示A/B/C區，或不標示任何區碼。                                                        |

藍光光碟區碼分布圖

注：在中国大陆境内，发展初期本土蓝光播放器发展速度较缓，所以片源多由A区（香港、台湾、日本等）流入，并导致部分境外（以港版、日版等A区机型为主）蓝光机进入市场；且因PS3（以台版、港版、日版、美版、韩版等蓝光A区机型为主）的大规模普及，因此中国大陆市售的行货蓝光光碟多为全区，市售标记“C区”蓝光光碟往往包含A、C区或者为全区，而之后发售的PS4、PS5亦有此情况出现。

### 數位版權管理
藍光光碟主要以3種方式進行數位版權管理（DRM），包括：

#### AACS
AACS（Advanced Access Content System）負責保護光碟的內容，是數碼版權保護中重要的一環。AACS是由AACS LA（AACS Licensing Administrator）負責制定，聯合發展的企業包括迪士尼、英特爾、微軟、松下電器、華納兄弟、國際商業機器、東芝以及索尼。

#### BD+
BD+是一個儲存於藍光光碟的微型虛擬機器，允許獲得授權的藍光光碟播放器播放該藍光光碟。

#### ROM Mark
ROM Mark是一個密碼封鎖資料，附加於藍光光碟的內容之中，負責監控及阻止該藍光光碟的內容被未得到授權的播放程式解碼。

## 應用

### 相容性
藍光光碟聯盟稱所有獲得授權的藍光光碟播放器均可以向下支援，包括DVD-ROM、VCD以及CD，但部分CD和VCD在一些藍光光碟播放器中無法播放。

### 電腦檔案儲存
藍光光碟使用的文件系统為UDF，可以用藍光燒錄機寫入資料，分為BD-R（單次燒錄）及BD-RE（多次燒錄）格式。

### BD-Live
BD-live为索尼公司在2009年4月推出的一款基于Java ME的蓝光交互功能。通过网络连接，可以使影碟电影与互联网交互。例如下载海报、游戏等。

## 播放軟體
蓝光播放軟體主要用于播放蓝光碟片、文件夾和ISO文件，有些也支援其他影音格式的播放。大部分的蓝光播放器软件可以去除蓝光碟片的加密保护以及区域码。

### 系統支援
OS X及Windows系统并没有购买相关專利許可，因此没有作業系統原生的播放軟體。麦金塔电脑並無配備蓝光光驱，使用者通常需要外接藍光光碟機。這兩點促使了蓝光播放器软件的出现。

### 主流軟體
最初这一些播放器并没有相關的專利许可，只是爱好者一时兴起制作。随着蓝光光碟的普及，以及用户对于在电脑上播放蓝光光碟需求的增加，蓝光播放软件的发展逐步走向商业化，目前這些軟體的發展也逐步成熟。不過獲得One-Blue藍光組織授權 （页面存档备份，存于）專利許可的軟體很少。
目前较流行的藍光播放軟體主要有：
- Windows

- PowerDVD
- TotalMedia Theatre
- Nero Blu-ray Player

- OS X

- Mac Blu-ray Player
- Leawo Blu-ray Player
- VideoSolo Blu-ray Player

- Linux

- VLC

## 企業支持

### 设备供应商
- 兆強（O-VIEW）
- 奧迪恩（ADM）
- Singulus
- 宏威科技
- M2
- ORIGIN（英语：Origin PC）

### 電子產品
| - 索尼公司（Sony） - 松下電器（Panasonic） - 三星電子（Samsung） - 先鋒公司（Pioneer） - 三菱電機（Mitsubishi） - 飛利浦（Philips） | - 日立（Hitachi） - 夏普（Sharp） - 戴爾電腦（Dell） - 華錄（Hua Lu） - 宏碁（Acer） - 蘋果公司（Apple） | - TDK - JVC - 日本電氣（NEC） - 理光（RICOH） - 佳能（Canon） - 富士軟片（Fujifilm） | - 聯想集團（Lenovo） - LG - 湯姆遜（Thomson） - 惠普公司（HP） - 東芝（TOSHIBA） |

### 電影發行商
| - 索尼影業（SONY Pictures Entertainment） - 環球影業（Universal Studios） - 華特迪士尼公司（The Walt Disney Company） - 二十世紀福克斯（20th Century Fox） - 狮门（LIONSGATE） - 米高梅（MGM） | - 派拉蒙影業（Paramount Pictures Corporation） - 華納兄弟（Warner Bros. Entertainment） - 新線影業（New Line Cinema） - HBO - 東映 - 東寶株式會社 |

## 競爭對手
由於藍光光碟聯盟跟制定DVD標準的國際組織DVD論壇存在極大的分歧，藍光光碟格式並沒有被提交到DVD論壇。相反，由東芝及NEC共同開發的HD DVD於2003年11月獲得DVD論壇認可並正式命名，同時HD DVD獲得微軟及英特爾的支持。於是藍光光碟跟HD DVD兩大陣營正式展開格式上的競爭，爭取成為次世代的標準光碟格式。竞争最后由蓝光光碟胜出。

### CD、DVD、HD DVD 與 BD 比較
|                  | CD                    | DVD                                         | HD DVD | BD |
| ---------------- | --------------------- | ------------------------------------------- | --- | --- |
| 解析度           | 240、288              | 480i、576i                                  | 480i、576i、720p、1080i、1080p                                                                                                 | 480i、576i、720p、1080i、1080p、4k |
| 激光波長         | 780nm紅外線激光       | 650nm紅色激光                               | 405nm藍色激光 | 405nm藍色激光 |
| 最小訊坑長度     | 0.8μm                 | 0.4μm                                       | 0.2μm | 0.15μm |
| 軌距             | 1.6μm                 | 0.74μm                                      | 0.4μm | 0.32μm |
| 單層儲存容量     | 650M/700M只有單層     | 4.7GB (双层8.5GB）                          | 15GB | 25GB（双层50GB，四层128GB） |
| 支援視訊編碼技術 | MPEG-1                | MPEG-1、MPEG-2                              | MPEG-2、H.264/MPEG-4 AVC | MPEG-2、H.264/MPEG-4 AVC |
| 支援音訊編碼技術 | MPEG-1 Audio Layer II | Dolby Digital (AC-3)、 (選)DTS、 Linear PCM | Dolby Digital (AC-3)、Dolby Digital Plus (E-AC-3)、DTS、(選)DTS-HD HR Audio、Linear PCM、Dolby TrueHD、(選)DTS-HD Master Audio | Dolby Digital (AC-3)、(選)Dolby Digital Plus (E-AC-3)、DTS、(選)DTS-HD HR Audio、Linear PCM、(選)Dolby TrueHD、(選)DTS-HD Master Audio、(選)DRA、(選)Dolby Atmos、(選)DTS:X、(選)DTS Headphone:X |

※解析度資訊為用於標準視訊光碟時的解析度

## 外部連結
- “蓝光光盘生产设备”获技术成果类市长奖[] 南方日报
- 藍光光碟 （页面存档备份，存于）
- The Authoritative Blu-ray Disc (BD) FAQ Archive.today的存檔，存档日期2012-06-29 by Hugh Bennett
- One-Blue 藍光專利組織 （页面存档备份，存于）